# 3069 Heyrovsky
3069 Heyrovsky је астероид главног астероидног појаса са средњом удаљеношћу од Сунца која износи 2,352 астрономских јединица (АЈ).
Апсолутна магнитуда астероида је 13,8.